# José Hernández (scrittore)
José Hernández (San Martín, 10 novembre 1834 – Buenos Aires, 21 ottobre 1886) è stato uno scrittore, giornalista e poeta argentino.

## Biografia
Di origini borghesi, ma profondo conoscitore del popolo, tanto da studiare lungamente gli usi e consuetudini della gente della Pampa.
Proprio per questo motivo, non esitò a prendere le difese dei gaucho, contro gli intellettuali europeisti guidati da Sarmiento.
A Buenos Aires, vicino alla Casa Rosada, residenza del Presidente dell'Argentina, esiste una targa in ricordo del suo soggiorno nella città.
La sua opera più famosa è il Martín Fierro, poema epico su un gaucho della pampa argentina nel XIX secolo, pubblicato nel 1872, a cui fece seguito una seconda parte intitolata La vuelta de Martin Fierro, data alle stampe nel 1879.
Queste opere sono considerate le più importanti tra quelle dedicate ai gauchos, sia per il valore letterario sia per il fine sociale che si prefiggeva l'autore: difendere i gaucho, educarli e migliorare le loro condizioni di vita.
Durante la sua carriera letteraria, Hernández si impegnò nella stesura di articoli giornalistici e di saggi politici e di critica.

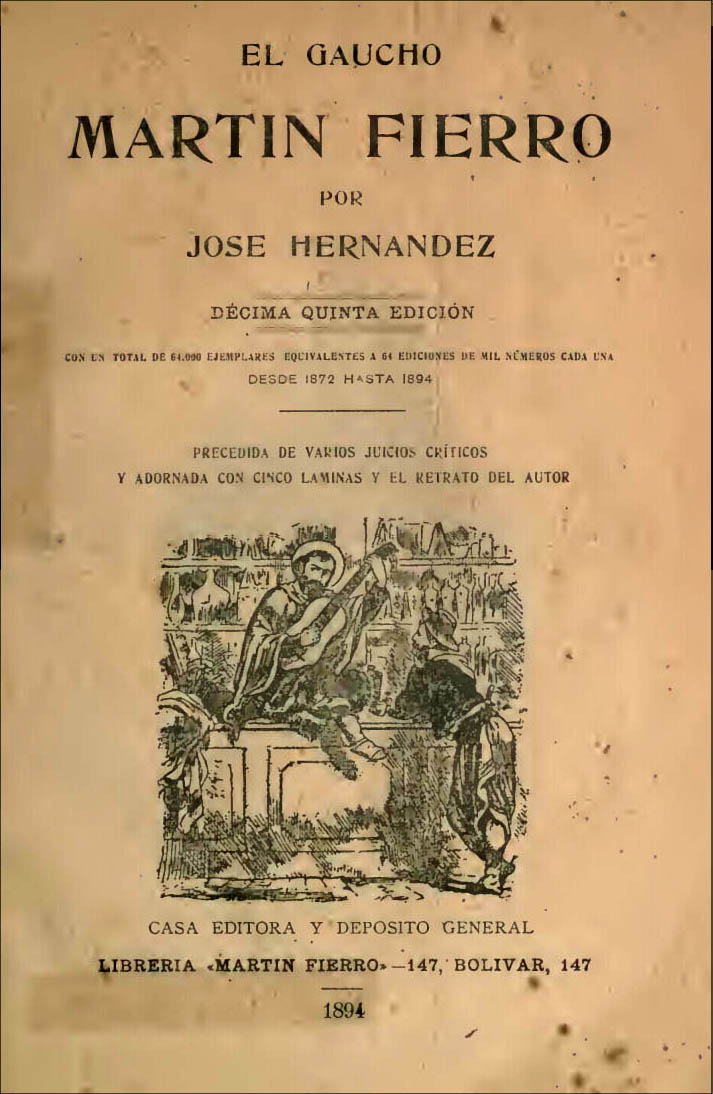
Martín Fierro.